# Henri Louis Habert de Montmor
Pour les articles homonymes, voir Habert.
Henri Louis Habert de Montmor, né vers 1600 à Paris où il est mort le 21 janvier 1679, est un érudit et homme de lettres français.

## Biographie
Henri-Louis est le fils de Jean Habert (1570-1639) et d'Anne Hue de Mirosmesnil (décédée en 1641). Il est le petit-neveu de l'humaniste Guillaume Budé; il est le neveu de Pierre Habert de Montmor, évêque de Cahors ; il a pour cousins deux académiciens: le poète Philippe Habert et l'écrivain et abbé Germain Habert.
Il est baptisé en 1609 au Mesnil-Saint-Denis. En 1624, à l'âge de vingt-cinq ans, il devient conseiller du roi au Parlement de Paris puis, en 1632, maître des requêtes, poste qu'il obtient grâce à la fortune de son père, trésorier de l'extraordinaire des guerres et trésorier de l'épargne.
En 1634, il est élu à l'Académie française, dont il prononce le cinquième discours mais au sein de laquelle il passe bientôt pour un membre dissident ; il sera le dernier membre de la première heure à décéder.

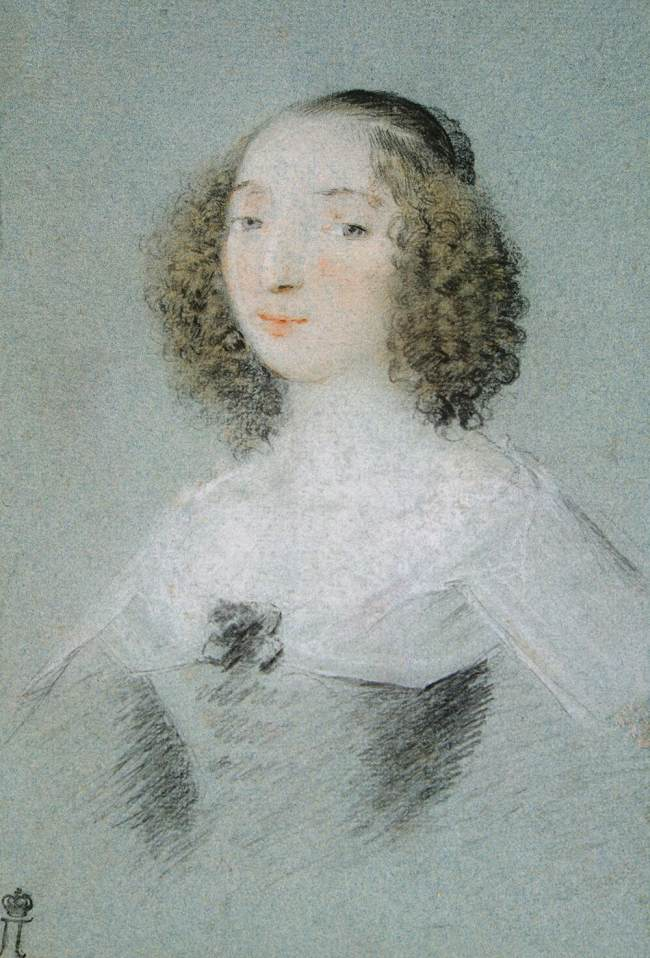
Portrait d'Henriette Marie de Buade (par Claude Mellan)

En 1637, il épouse Henriette-Marie de Buade, sœur de Louis de Buade de Frontenac, futur gouverneur de la Nouvelle-France. Il fréquente Marie de Gournay et écrit des épigrammes en latin.
Féru de Descartes, il écrit un poème sur la physique cartésienne intitulé De rerum naturae et collectionne les instruments scientifiques. Il est ami de Mersenne, qui lui dédie son Harmonie Universelle, et grand ami de Pierre Gassendi, qui lui dédie sa Vie de Tycho Brahé et lui lègue la lunette astronomique que lui avait lui-même léguée Galilée. Trois ans après la mort de Gassendi, Habert fait paraître ses œuvres complètes, en six volumes, pour lesquelles il écrit une préface en latin.
Outre Gassendi, il réunit chez lui dans son hôtel particulier du 79 rue du Temple, un cercle de savants et de philosophes, entre autres Pierre Daniel Huet, Jean Chapelain, Adrien Auzout, Girard Desargues, Samuel Sorbière, Claude Clerselier, Jacques Rohault, Gui Patin, Frénicle de Bessy, Melchisédech Thévenot, Roberval et Huygens. Tous sont passionnés d'expérimentations scientifiques et forment ce que l'on appellera plus tard l'« Académie Montmor », l'une des sociétés savantes d'où naîtra en 1666 l'Académie des sciences.
En 1669, alors qu'il approche des soixante-dix ans, la banqueroute frauduleuse de son fils aîné l'oblige à résigner sa charge de maître des requêtes et le plonge dans l'isolement et la mélancolie jusqu'à sa mort le 21 janvier 1679, dans son hôtel parisien. Il est inhumé à côté de son épouse, morte trois ans plus tôt, en la chapelle Saint-Joseph (dite aussi chapelle des Montmor) de l'église Saint-Nicolas-des-Champs. Sur la façade Est de l'ancien presbytère, on peut encore voir le cadran solaire sophistiqué  probablement conçu par son cercle de savants.

## Postérité

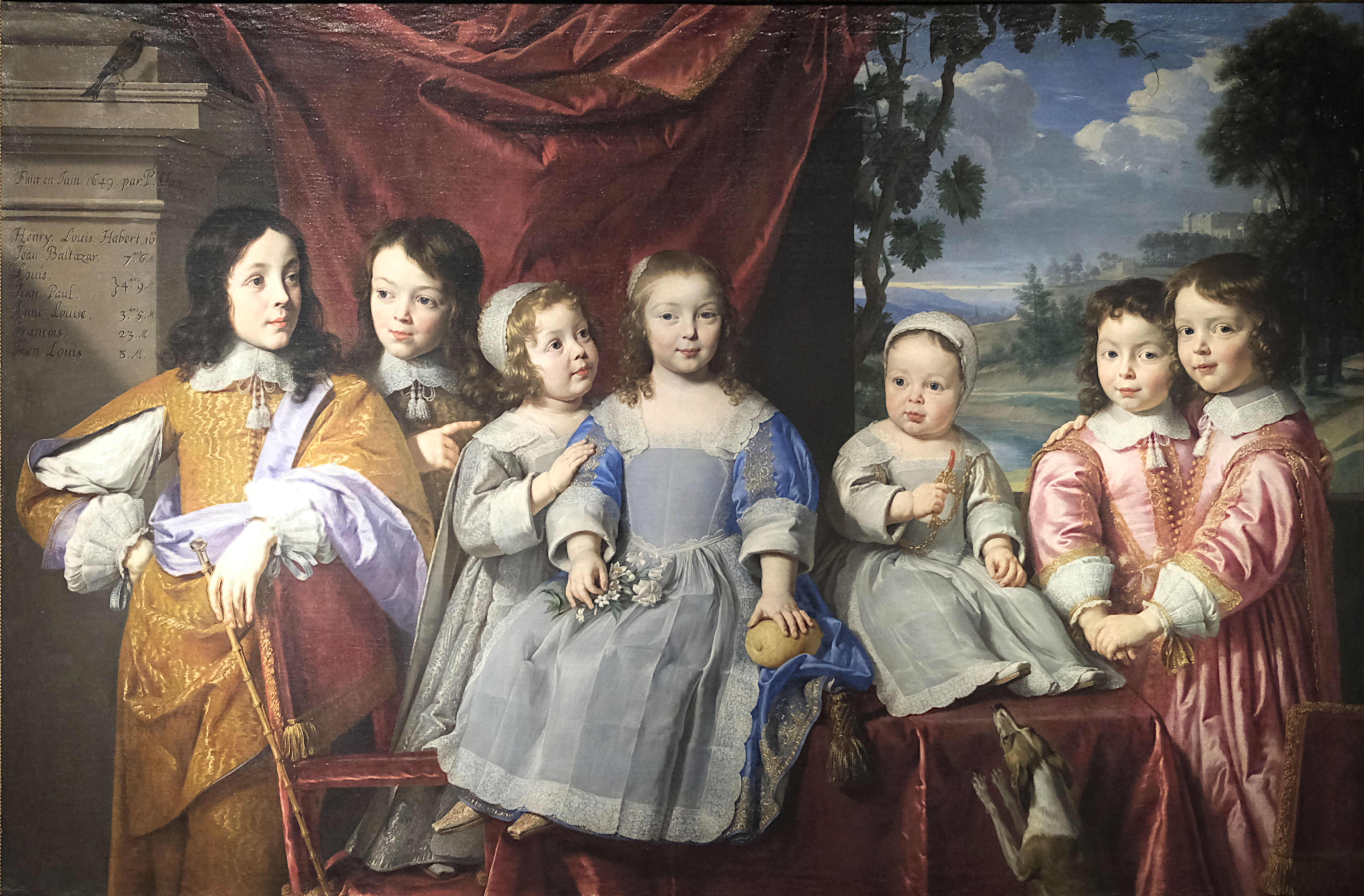
au musée de Reims

Henri-Louis Habert et son épouse Henriette-Marie de Buade de Frontenac ont eu quinze enfants entre 1638 et 1657, dont plusieurs sont morts en bas âge. Sept d'entre eux (six fils et une fille) ont été peints, dans un des plus beaux portraits de groupe d'enfants qui soit, par Philippe de Champaigne en 1649 (tableau déposé au musée des beaux-arts de Reims depuis 1952, provisoirement au musée des beaux-arts de Rennes jusqu'en janvier 2023). Parmi ces quinze enfants :
- Henri-Louis, le fils aîné, est conseiller au Parlement en 1658 et maître des requêtes en 1667. Il a pour première épouse Marie-Claude Phélypeaux, fille de Louis, comte de Pontchartrain. Elle meurt en 1661. La seconde épouse Anne Morin "se fait séparer d'avec lui" car il fait en 1669 une énorme banqueroute frauduleuse qui l'envoie à la prison Saint-Lazare jusqu'à son décès en 1686[3].
- Anne-Louise épouse en 1665, Nicolas Jehannot de Bartillat, gouverneur de la ville et citadelle de Rocroy.
- Louis  est évêque de Perpignan à partir de 1682.
- Jean-Louis est intendant général des Galères à Marseille en 1688, puis conseiller honoraire du Parlement de Provence.